# Sjevernomakedonska rukometna reprezentacija
Sjevernomakedonska rukometna reprezentacija predstavlja državu Sjevernu Makedoniju u športu rukometu. 
Krovna organizacija:
Prvi nastup:

## Uspjesi

### Nastupi naEP
Prvi i jedini nastup su imali na 1998., na kojem su osvojili 12. mjesto.

### Nastupi naOlimpijskim igrama
Do sada nisu nastupili na Olimpijskim igrama.

### Nastupi naSP-ima
Prvi nastup su imali na SP u Egiptu 1999. U natjecanju po skupinama zauzeli su 5. mjesto od 6 reprezentacija ubilježivši samo jednu pobjedu i tim se rezultatom plasirali na ukupno 18. mjesto od 24 reprezentacije. Kvalificirali su se na SP u Hrvatskoj 2009.